# RocknRolla
RocknRolla (Brasil: Rock'n'Rolla — A Grande Roubada / Portugal: RocknRolla — A Quadrilha) é um filme de ação britânico de 2008, dirigido por Guy Ritchie.

## Sinopse
Uri Omovich (Karel Roden) é um bilionário russo que está realizando uma alta transação com Lenny Cole (Tom Wilkinson), um gângster à moda antiga que sabe bem como cuidar de seus subalternos e dos políticos locais. Para festejar o acordo feito, Uri empresta a Lenny seu quadro favorito. Só que o quadro desaparece do escritório de Lenny, o que inicia uma grande busca por seu paradeiro. Isto faz com que diversos criminosos da cidade se envolvam, entre eles One Two (Gerard Butler), um bandido de rua, e Archie (Mark Strong), o braço-direito de Lenny.

## Elenco
- Gerard Butler (One Two)
- Idris Elba (Mumbles)
- Thandie Newton (Stella)
- Jeremy Piven (Roman)
- Blake Ritson (Johnny Sloane)
- Karel Roden (Uri Omovich)
- Mark Strong (Archie)
- Bronson Webb (Paul)
- Tom Wilkinson (Lenny Cole)
- Michael Ryan (Pete)
- Tom Hardy (Handsome Bob)
- Matt King (Cookie)
- Toby Kebbell (Johnny Quid)
- David Leon (Malcolm)
- Dragan Micanovic (Victor)
- Tiffany Mulheron (Jackie)
- Ludacris (Mickey)
- Nonso Anozie (Tank)
- David Bark-Jones] (Bertie)
- Geoff Bell (Fred)
- Morne Botes (Jimmy)
- Gemma Arterton (June)